# Luftschiffer-Kaserne (Hannover)

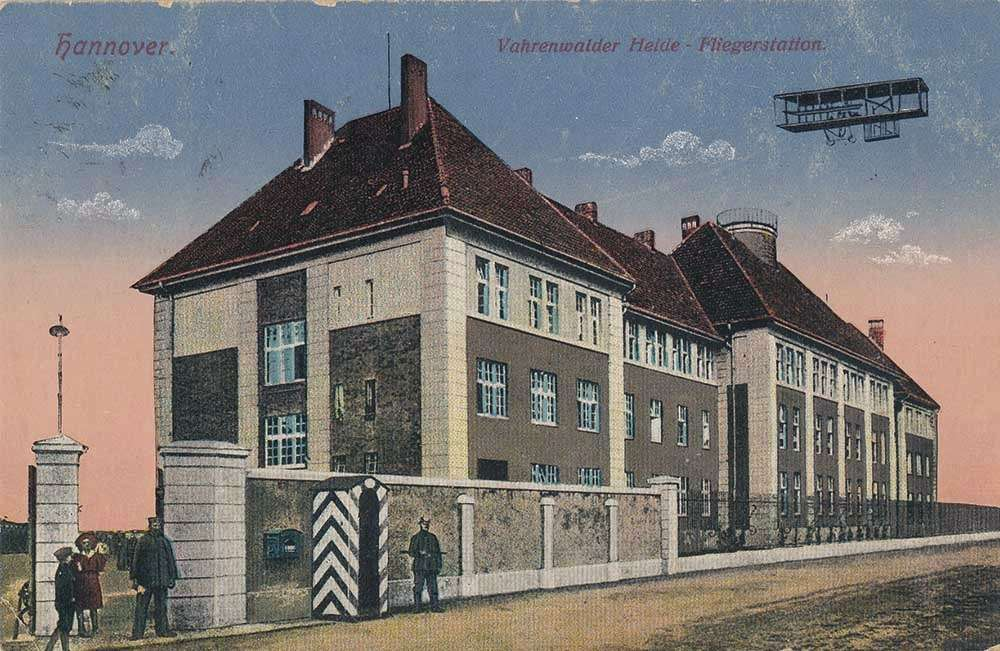
Um 1914 mit Doppeldecker animierte „Vahrenwalder Heide – Fliegerstation“;
Ansichtskarte 665, Norddeutsche Papier-Industrie

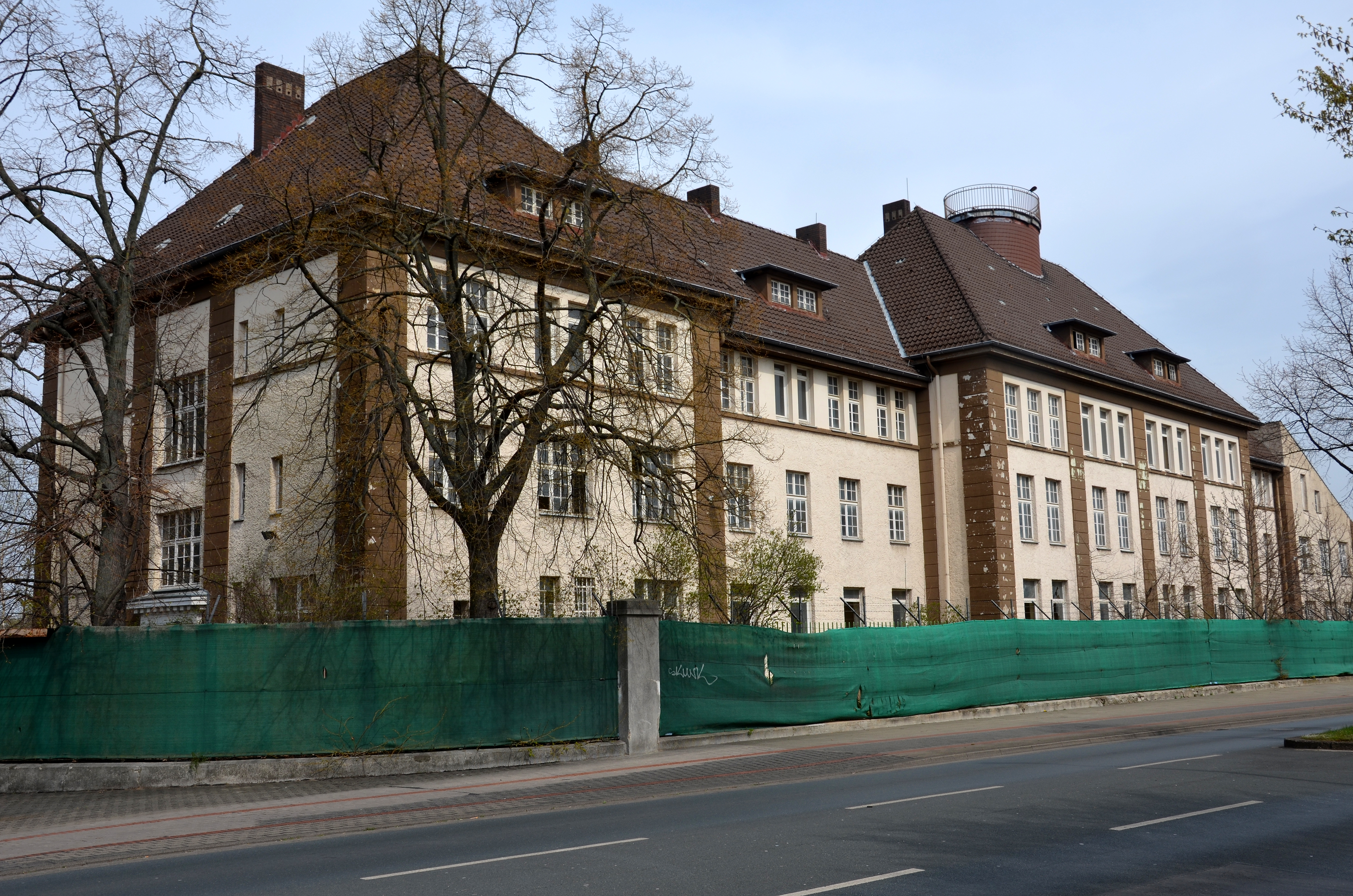
Ähnlicher Blickwinkel im Jahr 2015

Die Luftschiffer-Kaserne in Hannover war eine gegen Ende des Deutschen Kaiserreichs für Luftstreitkräfte erbaute Kaserne mit Haupt- und Nebengebäude für Angehörige der Luft- und Luftschifffahrt. Über die beiden um 1913 in der Vahrenwalder Heide nahe dem Flughafen errichteten, anfangs auch Fliegerkaserne genannten Bauten berichtete der Hannoversche Courier trotz strenger Geheimhaltung bereits während der Bauphase mehrfach, teils mit Illustrationen. Beide Einrichtungen sollten am 1. April 1914 von den Militärangehörigen bezogen werden und waren als Flugstützpunkt Hannover-Teil zudem Glied einer zwischen den Stadtteilen List und Vahrenwald geplanten, wesentlich größeren „Militärstadt“.
Eine in der Mitte des Dachfirstes der größeren Flieger-Kaserne eingebaute Plattform mit Geländer diente mit ihren anfangs wohl mit elektrischen Bogenlampen betriebenen Scheinwerfern und einem auf 10 Kilometer berechneten Lichtkegel nachts ankommenden Fliegern zur Orientierung. Der Hauptbau beinhaltete Wohnräume für Offiziere und rund 150 Unteroffiziere und Mannschaftsangehörige, während im Nebengebäude neben verschiedenen Wirtschaftsräumen und der Wohnung des Feldwirts unter anderem Unterrichts- und weitere Schlafräume eingerichtet waren.

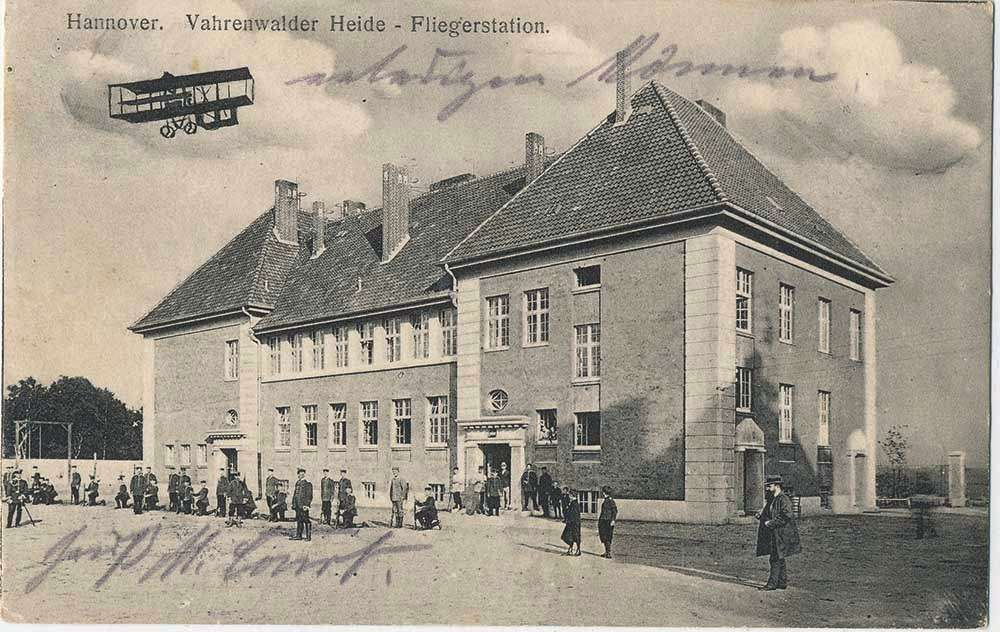
„Fliegerstation“ um 1914; Norddeutsche Papier-Industrie, Karte Nr. 651
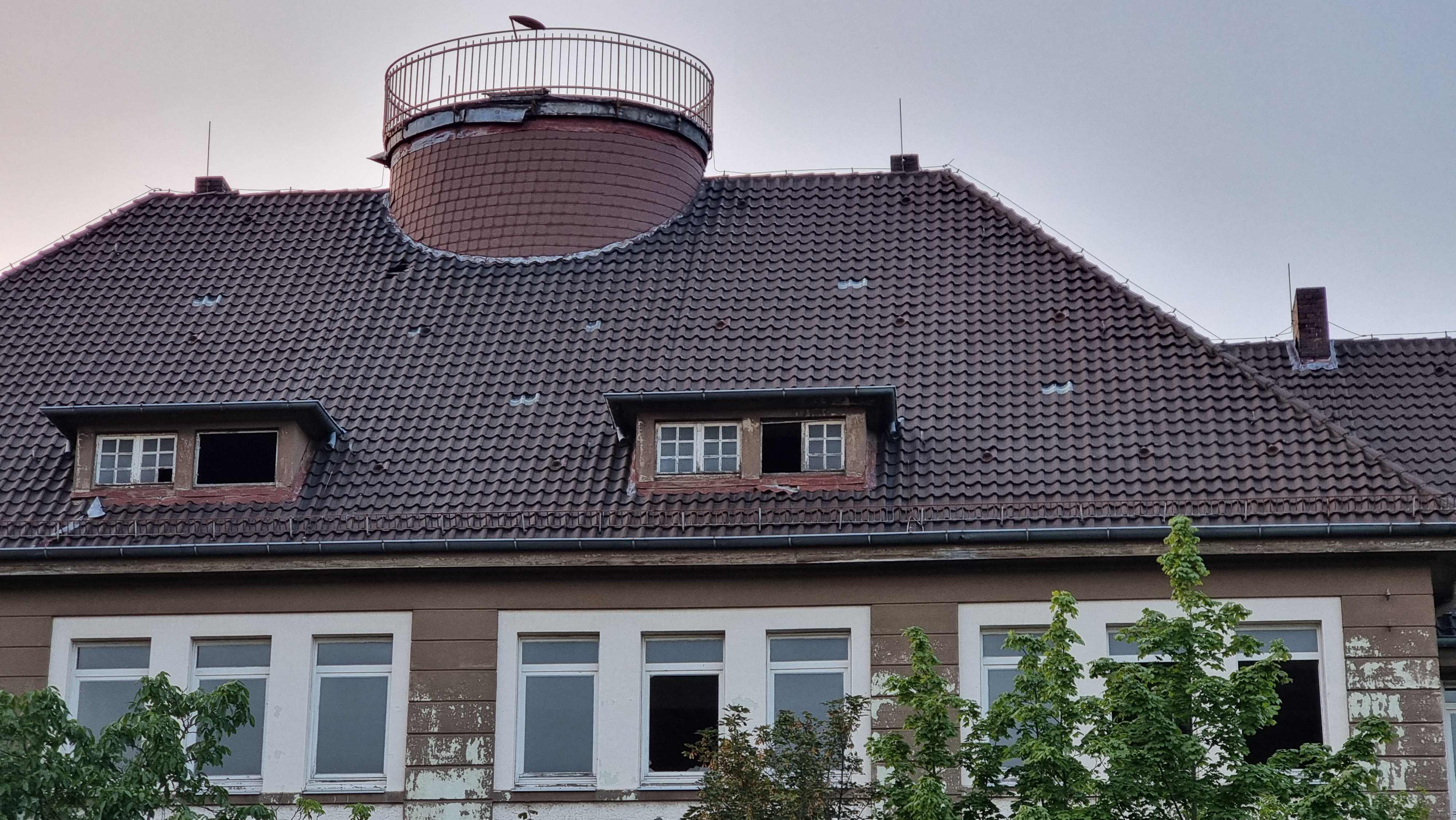
Plattform mit Geländer für Scheinwerfer auf dem Dachfirst, 2024
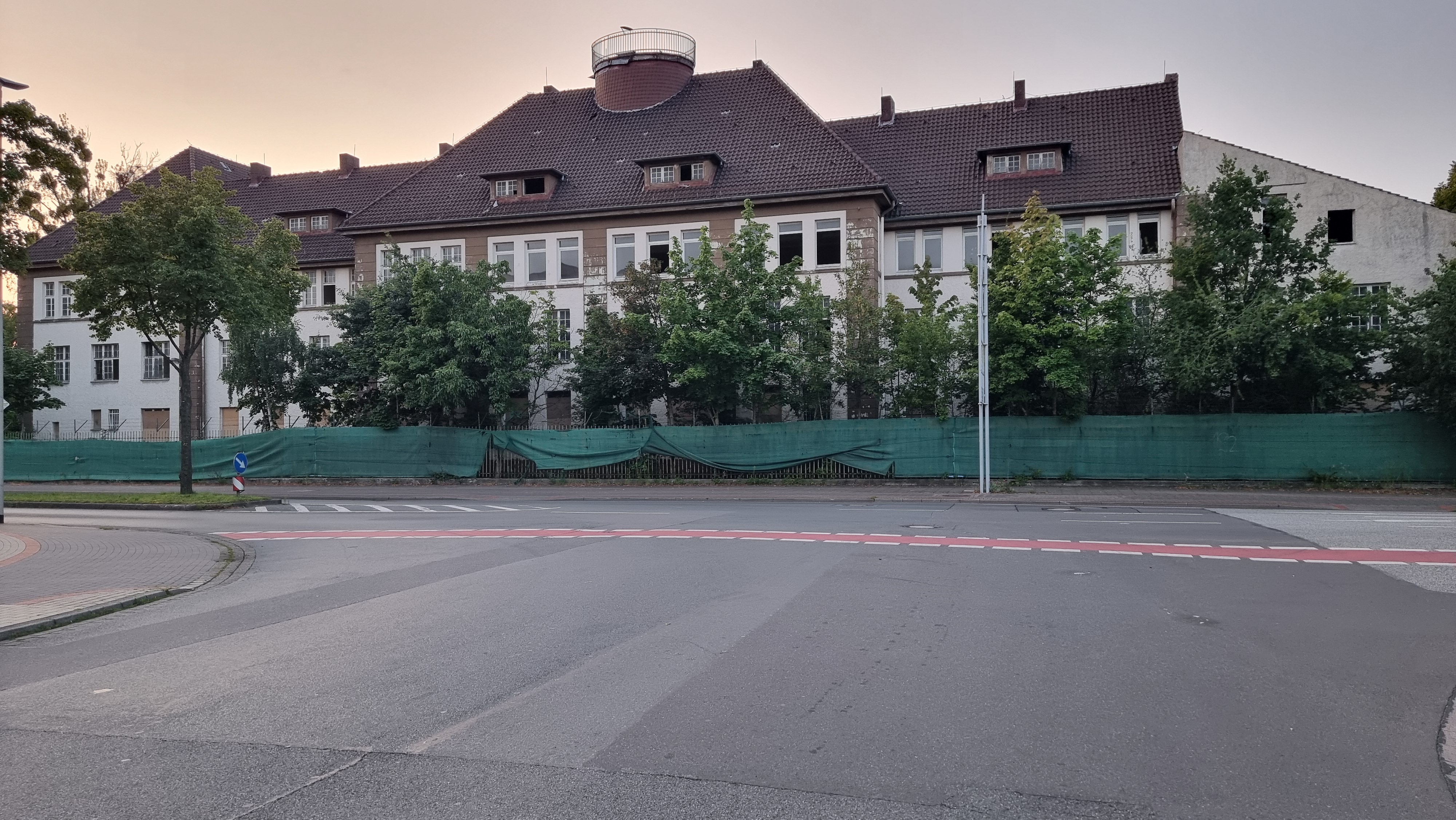
Blick von Lilienthalstraße auf das ungenutzte Gebäude mit geöffneten Fenstern, 2024

Zur Zeit des Nationalsozialismus dienten die Gebäude der Panzerabwehr-Abteilung 19 der 19. Infanterie-Division der Wehrmacht.
Nach dem Zweiten Weltkrieg fungierten die ehemaligen Luftschiffer-Kasernen zeitweilig als Britisches Militärgelände, auch als Heeresoffizierschule. Um 1980 wurde die Zufahrt von der Vahrenwalder Straße zum Kugelfangtrift verlegt – die historischen Bauten sind seitdem ungenutzt.